# Josef Gradl
Josef Gradl (* 13. März 1921 in Regensburg; † 16. Januar 2016 in Wenzenbach) war ein deutscher Politiker (SPD).

## Leben
Gradl besuchte zunächst die Volksschule, später die Berufsschule in Regensburg, parallel dazu machte er die Lehre zum Schlosser. Nach Bestehen der Gesellenprüfung leistete er den Arbeitsdienst ab. Zu Beginn des Zweiten Weltkriegs wurde er in die Luftwaffe eingezogen, wo er dem technischen Personal angehörte, bis er 1945 als Feldwebel entlassen wurde. Er wechselte daraufhin zur Landpolizei, ab Januar 1947 war er für die Kriminalaußenstelle Regensburg tätig, bis er zum 1. August 1971 aus gesundheitlichen Gründen in den Ruhestand versetzt wurde. 1960 wurde er zudem Vorsitzender des Zweckverbandes zur Wasserversorgung bei der Wenzenbacher Gruppe. Nach der Versetzung in den Ruhestand saß er im Verwaltungsrat der Sparkasse Regensburg.
Gradl wurde 1960 erstmals sowohl in den Gemeinderat als auch in den Kreistag gewählt. Im Mai 1966 erfolgte seine Wahl zum ehrenamtlichen ersten Bürgermeister der Gemeinde Wenzenbach, ebenfalls stand er der Fraktion der SPD im Regensburger Kreistag vor. Von 1962 bis 1970 gehörte er dem Bayerischen Landtag an. Die Wiederwahl 1970 scheiterte, nach dem Ausscheiden von Max Hößl im Februar 1973 zog er jedoch wieder ins Parlament ein, aus dem er 1974 endgültig ausschied.

## Würdigungen
- 1975: Medaille für besondere Verdienste um die kommunale Selbstverwaltung
- 1978: Bayerischer Verdienstorden
- 1985: Verdienstkreuz am Bande des Verdienstordens der Bundesrepublik Deutschland
- 1993: Ehrenbürger der Gemeinde Wenzenbach
- 1993: goldene Bürgermedaille der Gemeinde Wenzenbach